# Georgi Tringov
Georgi Tringov (Plovdiv, 7 marzo 1937 – Sofia, 2 luglio 2000) è stato uno scacchista bulgaro.
Vinse il Campionato bulgaro nel 1963, 1981 e 1985.
Nel 1963 diventò il secondo giocatore bulgaro, dopo Milko Bobocov, ad ottenere il titolo di Grande maestro.
Dal 1957 al 1961 prese parte a cinque Campionati del mondo a squadre per studenti, vincendo tre medaglie d'oro individuali (nel 1957, 1958 e 1959). Nel campionato del 1959 a Budapest realizzò 12/13 in seconda scacchiera.
Partecipò con la Bulgaria a 12 Olimpiadi degli scacchi dal 1956 al 1982. Vinse due medaglie d'oro individuali: alle olimpiadi di Lugano 1968 (in terza scacchiera) e di Buenos Aires 1978 (in 2ª scacchiera).
Fra i risultati di torneo:
- 1970:  terzo nel Bosna Turnier di Sarajevo, dietro a Ljubomir Ljubojević e Bruno Parma;
- 1971:  terzo nel Memorial Capablanca di L'Avana, dietro a Vlastimil Hort e Juchym Petrovyč Heller;
- 1974:  secondo a Birmingham, dietro a Tony Miles;
- 1976:  pari terzo con Leŭ Abramavič Paluhaeŭski a Vinkovci, dietro a Hort e Gyula Sax;
- 1977:  primo a Plovdiv, secondo a Belgrado.